# 法律互助協定

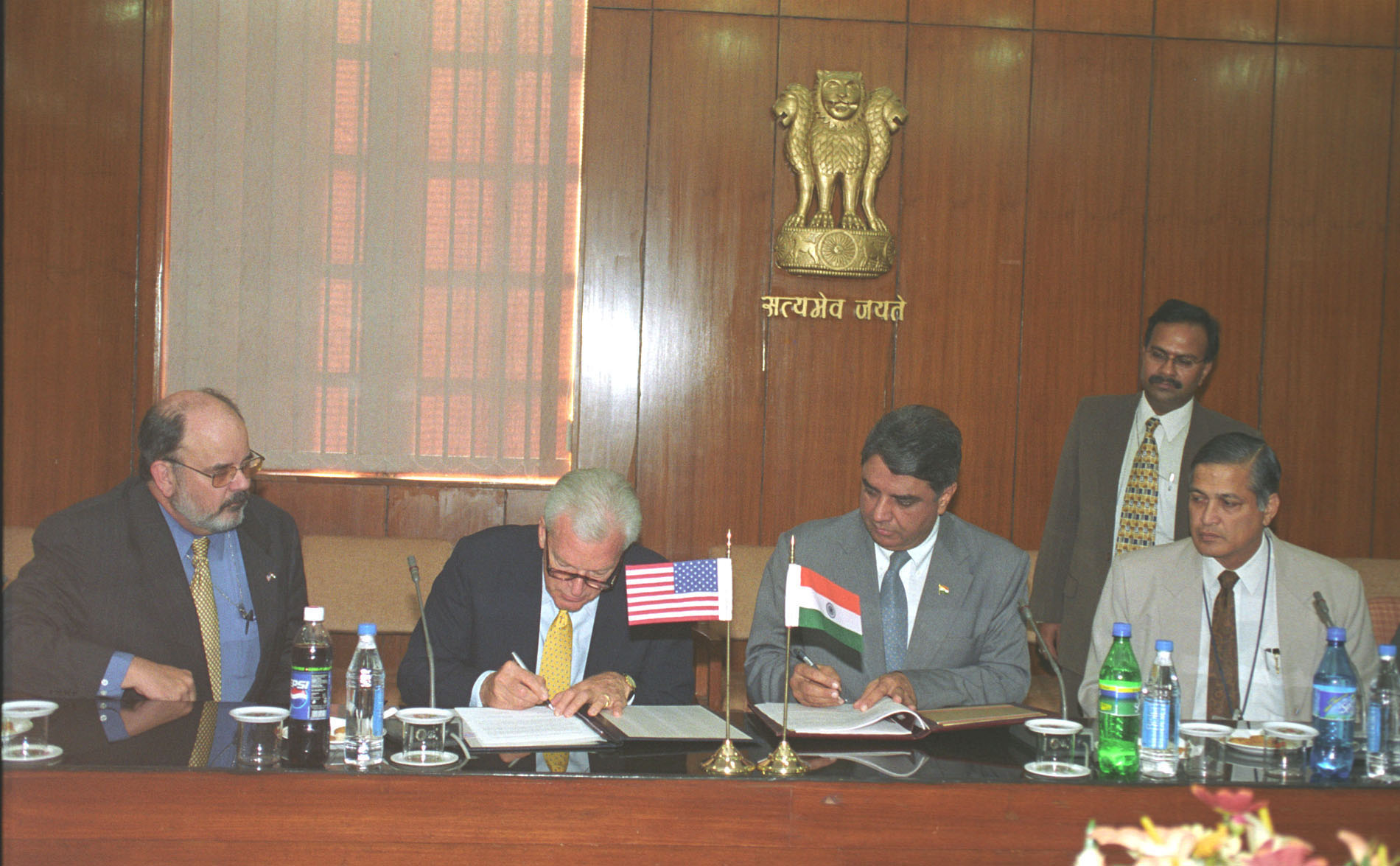
2005年美国與印度雙方代表簽署《美印司法互助協議》

法律互助協定（英語：Legal assistance treaty）又稱司法互助協議、司法合作協定，是兩個或多個國家或地區法律管轄區域互相訂立的條約，目的是請求他方協助取得刑事或民事案件的證據，包括銀行記錄、商業記錄、電郵内容、傳真文件和自白供詞等，作為法院審理案件或檢察官偵查犯罪之用。狹義的司法互助通常僅著重於司法程序其中的一個或數個環節，像是《引渡條約》、《跨國移交受刑人協議》等；廣義的司法互助則會含括完整的程序機制，諸如訴訟案件資訊分享、證據取得、移交被告、犯罪嫌疑人或受刑人至本國審判或執行刑罰，以及執行外國法院的判決等等。

## 實益

### 簡化程序
一般而言，證據的取得在各個國家或法律區域實體的訴訟法規中通常有著嚴格的規定，從境外取得的證據往往無法於法庭上直接使用；因此法律互助協定中通常會約定透過司法互助機制所取得的境外證據，即具有該國法的證據能力，得直接作為審判依據。另外，關於訴訟文書的送達也是司法互助的一項便利措施，因為送達與否、何時送達等攸關當事人在法律上的權益是否喪失或變更，並不像一般郵件簽收那樣簡便；因此通常會透過司法互助機制來確保訴訟文書能夠順利送達。

### 國際合作
為了有效打擊跨國犯罪，犯罪資訊的分享也成為刑事訴追中相當重要的環節，因此法律互助條約中通常也會約定簽署國之間互相分享案件資訊，使各國的執法機構能更加有效地合作。

## 多國協定例子

### 聯合國
針對跨國有組織罪行的聯合國慣例

### 經濟合作暨發展組織和歐洲委員會
多边税收征管互助公约

### 歐洲委員會
有關信息在外國法例的歐洲慣例
有關互助刑事事宜的歐洲慣例
有關歐洲慣例在國際有效的刑事判決

## 區域協定例子

### 香港特別行政區
截至2016年6月23日，香港經已和31個司法管轄區簽訂刑事事宜相互法律協助協定。但是，在這31個司法管轄區中，截正2021年9月24日，有10個司法管轄區已經終止了與香港法律互助協定。
| 國家       | 生效日期       | 附錄文本                                                          |
| ---------- | -------------- | ----------------------------------------------------------------- |
| 瑞典       | 2018年11月21日 | 刑事事宜相互法律協助(瑞典)令:香港法例第525章                      |
| 捷克       | 2015年2月13日  | 刑事事宜相互法律協助(捷克共和國)令:香港法例第525章                |
| 西班牙     | 2014年7月20日  | 刑事事宜相互法律協助(西班牙)令:香港法例第525章                    |
| 印度尼西亞 | 2012年6月22日  | 刑事事宜相互法律協助(印度尼西亞)令:香港法例第525章                |
| 芬兰       | 2012年2月19日  | 刑事事宜相互法律協助(芬蘭)令:香港法例第525章 (協定已中止)         |
| 南非       | 2011年12月2日  | 刑事事宜相互法律協助(南非)令:香港法例第525章                      |
| 印度       | 2011年6月11日  | 刑事事宜相互法律協助(印度)令:香港法例第525章                      |
| 斯里蘭卡   | 2011年2月19日  | 刑事事宜相互法律協助(斯里蘭卡)令:香港法例第525章                  |
| 爱尔兰     | 2011年1月6日   | 刑事事宜相互法律協助(愛爾蘭)令:香港法例第525章 (協定已中止)       |
| 義大利     | 2010年8月14日  | 刑事事宜相互法律協助(意大利)令:香港法例第525章                    |
| 日本       | 2009年9月24日  | 刑事事宜相互法律協助(日本)令:香港法例第525章                      |
| 德国       | 2009年4月11日  | 刑事事宜相互法律協助(德國)令:香港法例第525章 (協定已中止)         |
| 马来西亚   | 2008年2月1日   | 刑事事宜相互法律協助(馬來西亞)令:香港法例第525章                  |
| 波蘭       | 2007年2月28日  | 刑事事宜相互法律協助(波蘭)令:香港法例第525章                      |
| 以色列     | 2006年12月28日 | 刑事事宜相互法律協助(以色列)令:香港法例第525章                    |
| 比利时     | 2006年12月1日  | 刑事事宜相互法律協助(比利時)令:香港法例第525章                    |
| 丹麦       | 2005年10月21日 | 刑事事宜相互法律協助(丹麥)令:香港法例第525章                      |
| 葡萄牙     | 2004年11月7日  | 刑事事宜相互法律協助(葡萄牙)令:香港法例第525章                    |
| 新加坡     | 2004年7月14日  | 刑事事宜相互法律協助(新加坡)令:香港法例第525章                    |
| 乌克兰     | 2004年7月3日   | 刑事事宜相互法律協助(烏克蘭)令:香港法例第525章                    |
| 菲律賓     | 2004年3月24日  | 刑事事宜相互法律協助(菲律賓)令:香港法例第525章                    |
| 荷蘭       | 2003年12月1日  | 刑事事宜相互法律協助(荷蘭)令:香港法例第525章 (協定已中止)         |
| 瑞士       | 2002年10月16日 | 刑事事宜相互法律協助(瑞士)令:香港法例第525章                      |
| 加拿大     | 2002年3月1日   | 刑事事宜相互法律協助(加拿大)令:香港法例第525章 (協定已中止)       |
| 英国       | 2002年2月9日   | 刑事事宜相互法律協助(聯合王國)令:香港法例第525章 (協定已中止)     |
|            | 2000年2月25日  | 刑事事宜相互法律協助(南韓)令:香港法例第525章                      |
| 美国       | 2000年1月21日  | 刑事事宜相互法律協助(美利堅合眾國)令:香港法例第525章 (協定已中止) |
|            | 1999年11月6日  | 刑事事宜相互法律協助(澳大利亞)令:香港法例第525章 (協定已中止)     |
| 法國       | 1999年9月29日  | 刑事事宜相互法律協助(法國)令:香港法例第525章 (協定已中止)         |
| 新西兰     | 1999年3月2日   | 刑事事宜相互法律協助(新西蘭)令:香港法例第525章 (協定已中止)       |

備註 : 與下列國家已簽署(但未生效)的協定計有：
| 國家   | 簽訂日期   |
| ------ | ---------- |
| 俄羅斯 | 2021年9月  |
| 阿根廷 | 2015年10月 |

### 澳門特別行政區
| 簽署國家 | 生效日期       | 協定名稱                                                         |
| -------- | -------------- | ---------------------------------------------------------------- |
| 葡萄牙   | 2001年1月17日  | 中華人民共和國澳門特別行政區與葡萄牙共和國法律司法合作協定       |
| 东帝汶   | 2008年11月21日 | 中華人民共和國澳門特別行政區與東帝汶民主共和國法律及司法互助協定 |
|          | 2013年11月7日  | 中華人民共和國澳門特別行政區與佛得角共和國的法律及司法互助協定   |
| 蒙古国   | 2019年6月26日  | 中華人民共和國澳門特別行政區與蒙古國刑事司法協助協定             |
|          | 2019年10月23日 | 中華人民共和國澳門特別行政區與大韓民國刑事司法協助協定           |

### 中華民國（臺灣）
| 簽署國家 | 簽署日期      | 生效日期       | 協定名稱                                                               |
| -------- | ------------- | -------------- | ---------------------------------------------------------------------- |
| 美国     | 2002年3月26日 | 2002年3月26日  | 駐美國臺北經濟文化代表處與美國在臺協會間之刑事司法互助協定             |
| 中国大陆 | 2009年4月26日 | 2009年6月25日  | 海峽兩岸共同打擊犯罪及司法互助協議                                     |
| 越南     | 2010年4月12日 | 2011年12月2日  | 駐越南臺北經濟文化辦事處與駐臺北越南經濟文化辦事處關於民事司法互助協定 |
| 菲律賓   | 2013年4月19日 | 2013年9月12日  | 駐菲律賓臺北經濟文化辦事處與馬尼拉經濟文化辦事處間刑事司法互助協定     |
| 南非     | 2013年7月24日 | 2014年11月28日 | 駐南非共和國臺北聯絡代表處與南非聯絡辦事處刑事司法互助協議             |
| 波蘭     | 2019年6月17日 | 2021年2月23日  | 駐波蘭代表處與波蘭臺北辦事處刑事司法合作協定                           |
| 瑙鲁     | 2019年8月7日  | 2021年6月5日   | 中華民國（臺灣）政府與諾魯共和國政府刑事司法互助條約                   |
|          | 2020年9月26日 | 2021年7月30日  | 中華民國（臺灣）政府與貝里斯政府刑事司法互助條約                       |
| 斯洛伐克 | 2021年7月12日 | 2021年8月3日   | 斯洛伐克台北代表處與斯洛伐克經濟文化辦事處刑事司法合作協議             |
| 斯洛伐克 | 2022年6月8日  | 2022年6月8日   | 駐斯洛伐克台北代表處與斯洛伐克經濟文化辦事處民事暨商事司法合作協議     |
|          | 2022年8月8日  | 2023年7月22日  | 中華民國（臺灣）政府與聖文森及格瑞那丁刑事司法互助條約                 |
| 帛琉     | 2022年8月30日 | 2024年7月3日   | 中華民國（臺灣）政府與帛琉共和國政府刑事司法互助協定                   |
| 德国     | 2023年3月23日 | 2024年2月7日   | 駐德國台北代表處與德國在台協會刑事司法互助協議                         |
|          | 2023年6月5日  | 審議中         | 中華民國（臺灣）政府與吐瓦魯國政府刑事司法互助條約                     |
| 圣卢西亚 | 2023年8月16日 | 審議中         | 中華民國（臺灣）政府與聖露西亞政府刑事司法互助條約                     |